# 小q勒让德多项式
小q勒让德多项式(Little q-Legender polynomials)是一个以基本超几何函数定义的正交多项式
{\displaystyle P_{n}(x|q)=\;_{2}\phi _{1}\left({\begin{matrix}q^{-n}&q^{n+1}\\q\end{matrix}};q,qx\right)}

## 极限关系
小q勒让德多项式→勒让德多项式
{\displaystyle \lim _{q\to 1}p_{n}(x|q)=P_{n}(1-2x)}

## 图集
|  |  |  |

|  |  |  |